# Ubay
Ubay (Bayan ng Ubay) är en kommun i Filippinerna. Kommunen tillhör provinsen Bohol och ligger på ön med samma namn. Folkmängden uppgår till 59 827 invånare.

## Barangayer
Ubay är indelat i 44 barangayer.
| - Achila - Bay-ang - Biabas - Benliw - Bongbong - Bood - Buenavista - Bulilis - Cagting - Calanggaman - California - Camali-an - Camambugan - Casate - Cuya | - Fatima - Gabi - Governor Boyles - Guintabo-an - Hambabauran - Humayhumay - Ilihan - Imelda - Juagdan - Katarungan - Los Angeles - Lomangog - Pag-asa - Pangpang - Poblacion | - San Francisco - San Isidro - San Pascual - San Vicente - Sentinila - Sinandigan - Tapal - Tapon - Tintinan - Tipolo - Tubog - Tuboran - Union - Villa Teresita |